# 1375
| 1375               |
| ------------------ |
| Dødsfald - Fødsler |
|                    |

| Gregoriansk kalender | 1375 MCCCLXXV           |
| Ab urbe condita      | 2128                    |
| Armensk kalender     | 824 ԹՎ ՊԻԴ              |
| Kinesiske kalender   | 4071 – 4072 甲寅 – 乙卯 |
| Etiopisk kalender    | 1367 – 1368             |
| Jødisk kalender      | 5135 – 5136             |
| Hindukalendere       |                         |
| - Vikram Samvat      | 1430 – 1431             |
| - Shaka Samvat       | 1297 – 1298             |
| - Kali Yuga          | 4476 – 4477             |
| Iransk kalender      | 753 – 754               |
| Islamisk kalender    | 777 – 778               |

Konge i Danmark: Valdemar 4. Atterdag 1340-1375

## Begivenheder
- Der erklæres våbenhvile i hundredårskrigen.

## Dødsfald
- 24. oktober Valdemar 4. Atterdag døde på Gurre slot og blev begravet i klosterkirken i Sorø.
- Henrik af Sønderjylland, hertug af Sønderjylland.